# Redenzione (film 1943)
Redenzione è un film del 1943 diretto da Marcello Albani.

## Trama
Un giovane comunista (disertore durante la prima guerra mondiale) cerca di opporsi al dilagare del nascente partito fascista ma piano piano anche lui ne rimane coinvolto tanto da iscriversi al partito e partecipare con convinzione alla Marcia su Roma.

## Produzione
Film appartenente al filone di propaganda, venne realizzato per gli interni negli stabilimenti romani di Cinecittà e per esterni a Cremona.

## Distribuzione
Il film uscì nelle sale cinematografiche italiane nel febbraio del 1943.